# Phoneyusa bidentata
Phoneyusa bidentata é uma espécie de aranha pertencente à família Theraphosidae (tarântulas).